# Kofi Josephs
Kofi Omar Josephs (Birmingham, 13 settembre 1991) è un cestista britannico.

## Palmarès
- BBL Cup: 1

Worcester Wolves: 2020